# Giro del Piemonte 1935
Il Giro del Piemonte 1935, ventiseiesima edizione della corsa, si svolse il 5 maggio 1935 su un percorso di 298,8 km con partenza e arrivo a Torino. Fu vinto dall'italiano Aldo Bini, che completò il percorso in 9h25'05" precedendo per distacco i connazionali Domenico Piemontesi e Romeo Rossi. Giunsero al traguardo 39 ciclisti su 116 partiti.
Riservato a professionisti e indipendenti, fu valido come quarta prova del campionato italiano 1935.

## Percorso
Dopo il ritrovo presso la sede della Gazzetta del Popolo, quotidiano organizzatore, la corsa partì in direzione sud-est, affrontando subito la salita di Pino Torinese (km 8). Il gruppo proseguì verso Asti, si percorse poi una sorta di anello con transito da Castell'Alfero, Moncalvo (salita), Casale Monferrato, Alessandria, Oviglio, Nizza Monferrato e Canelli. Da qui passaggio prima nelle Langhe, a Barolo (salita) e Narzole (altra salita, km 221), e poi nel Roero, con transito a Bra (km 233,7) e Sommariva del Bosco. La corsa proseguì quindi in direzione Torino passando da Carmagnola e Villastellone, con l'ultima asperità sulla Rezza e l'arrivo al Motovelodromo di Corso Casale dopo 298,8 km di gara.

## Ordine d'arrivo (Top 10)
| Pos. | Corridore           | Squadra     | Tempo    |
| ---- | ------------------- | ----------- | -------- |
| 1    | Aldo Bini           | Maino       | 9h25'05" |
| 2    | Domenico Piemontesi | Maino       | a 1'33"  |
| 3    | Romeo Rossi         | Individuale | a 1'35"  |
| 4    | Vasco Bergamaschi   | Maino       | a 3'57"  |
| 5    | Learco Guerra       | Maino       | a 10'37" |
| 6    | Giuseppe Martano    | Fréjus      | s.t.     |
| 7    | Gino Bartali        | Legnano     | s.t.     |
| 8    | Adriano Vignoli     | Maino       | s.t.     |
| 9    | Antonio Folco       | Fréjus      | a 10'53" |
| 10   | Osvaldo Della Latta | Gloria      | a 12'22" |